# Semana roja (Italia)

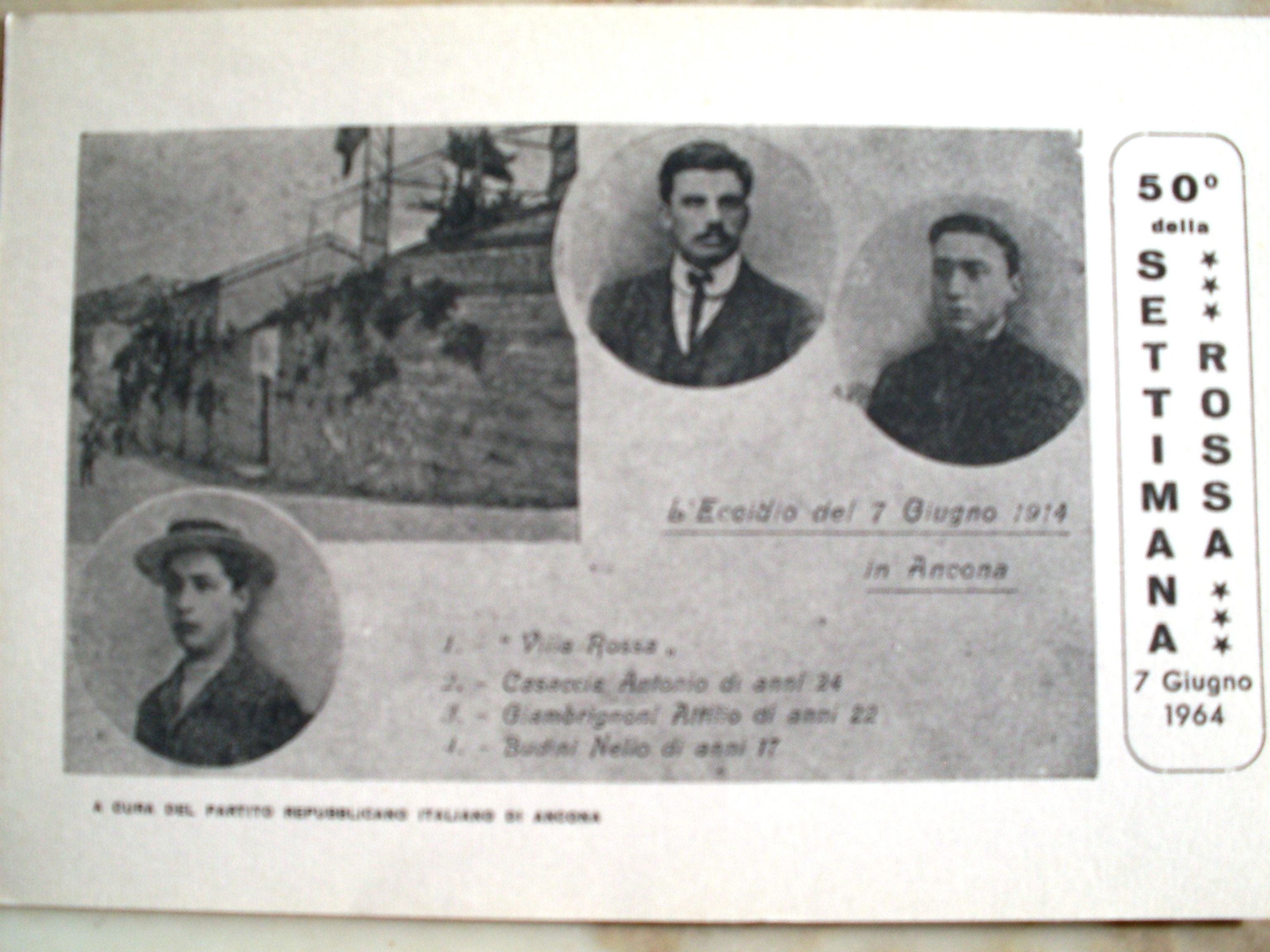
Cartulina conmemorativa de la Semana Roja. (Italia) ￼Ayuda

En Italia se conocen como semana roja (Settimana rossa en italiano) los hechos producidos durante aproximadamente una semana (del 7 al 14 de junio de 1914) desencadenados por la represión contra una manifestación anarquista contra el belicismo y en la que murieron tres personas bajo las balas de los carabinieri (policía militar que cumple la función de cuerpo de seguridad interna en Italia). 
Durante los días siguientes, y en medio de una huelga general, todo el país se convirtió en un polvorín, produciéndose manifestaciones en las que se enfrentaron en forma violenta tanto los huelguistas como las fuerzas de seguridad, y en las que Errico Malatesta tuvo una actuación destacada, siendo el principal instigador de la protesta inicial Benito Mussolini, quien desde su tribuna del periódico del Partito Socialista Italiano, Avanti!, agitó las masas durante meses.
Europa iba a entrar ese año en la Primera Guerra Mundial y los distintos actores revolucionarios estaban en un momento álgido de su poder de convocatoria y movilización. Intelectuales marxistas como por ejemplo Rosa Luxemburgo veían la escalada bélica que se avecinaba como útil a los intereses de la burguesía,
 y por este motivo era que desde el campo izquierdista más combativo se oponían con fuerza a la deflagración.
Italia acabó entrando al conflicto; aún se conservaban patentes los efectos de la semana roja.